# Marc Bron
Marc Bron, né le 20 juillet 1962 à Thonon-les-Bains, est un enseignant , il a été maire d’Habère-Poche de 2014 à 2020. Il est un militant de la défense de la langue savoyarde.

## Biographie

### Activité professionnelle
Après des études à Lyon et à Grenoble, Marc Bron obtient un poste de professeur de mathématiques aux collèges de Bons-en-Chablais puis de Boëge où il enseigne également le savoyard. Il habite Habère-Poche.

### Engagements culturels et associatifs

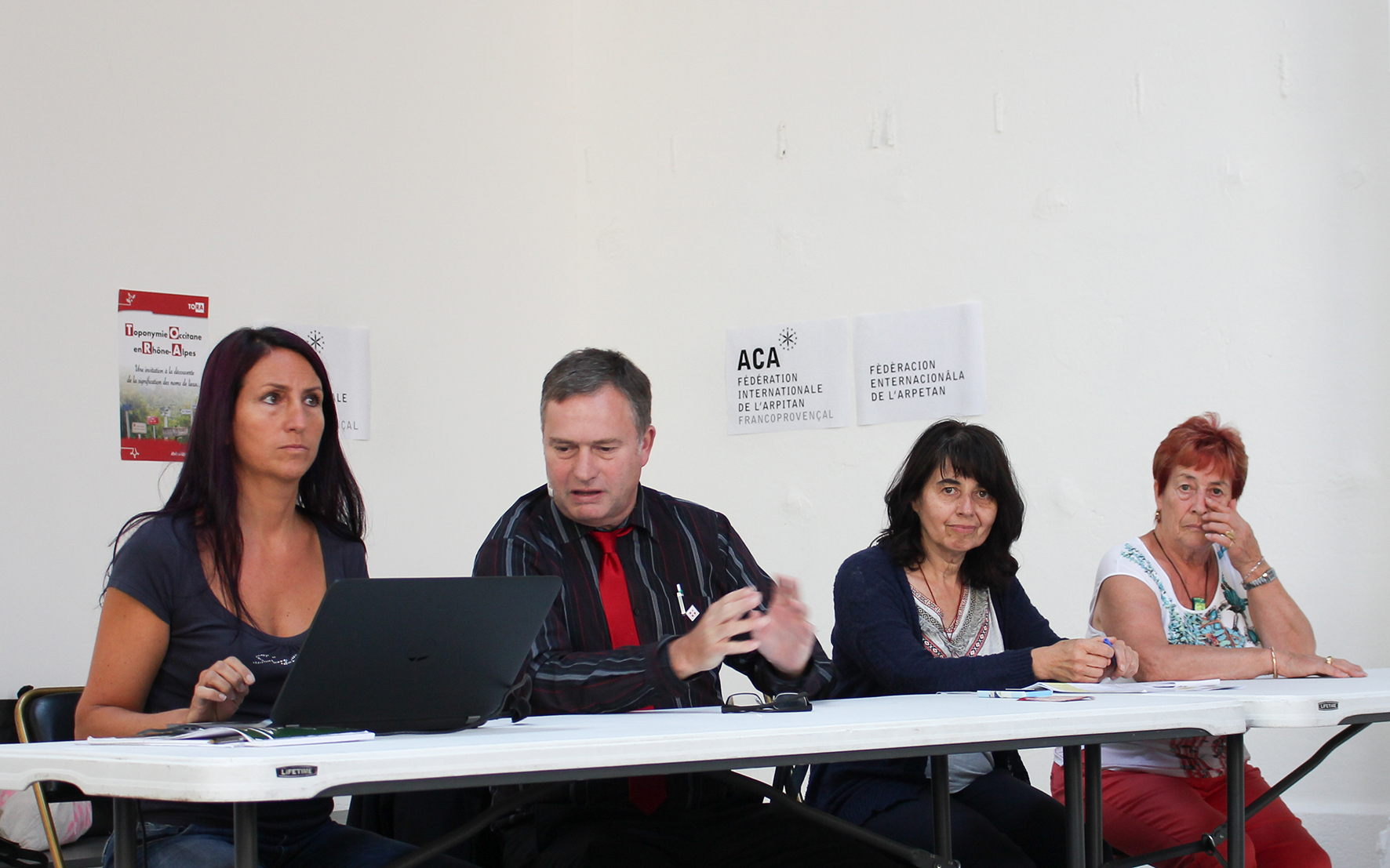
Marc Bron, deuxième à gauche, lors de la 37e Fête internationale de l'arpitan à Saint-Étienne, en 2016.

Patoisant dès son plus jeune âge, Marc Bron collabore au Dauphiné libéré dès l'âge de 18 ans.

Linguiste patoisant, Marc Bron a présidé l'association Feufliâzhe, qui organise tous les deux ans une manifestation basée sur la musique alpine sur le site de Villard-sur-Boëge, puis à Habère-Poche depuis 2015. Il a aussi fait partie de Lou Reclan du Chablais, troupe de théâtre amateur en patois savoyard. Il est également accordéoniste, chanteur  et a participé en tant que figurant avec sa famille au film La Première Étoile (2008) de Lucien Jean-Baptiste tourné aux Gets[réf. nécessaire].
 
En qualité de président de l'Association des enseignants de Savoyard, il a prononcé un discours, lors d'une audition publique au Parlement européen de Strasbourg en 1999, sur la situation et les besoins de la langue savoyarde. Marc Bron est reçu en 2014 à l'Académie des sciences, belles-lettres et arts de Savoie, avec pour titre académique associé résidant.
Outre ses engagements locaux, il est :
- trésorier de la Fédération pour les langues régionales dans l'enseignement public ;
- président fondateur de l'Association des enseignants de Savoyard[2] ; il représente cette association au sein du Conseil international du francoprovençal ;
- vice-président de l'Institut de la langue savoyarde[6].

### Carrière politique
Candidat aux élections municipales de 2014, Marc Bron remporte le second tour des élections municipales d'Habère-Poche, en Haute-Savoie, en obtenant 38,87 % dans une triangulaire. Le 5 avril, il est élu maire par le nouveau conseil municipal. Lors des élections municipales françaises de 2020, il présente une liste qui n'obtient que 35 % des voix des électeurs, contre 65 % à la liste menée par Vincent Letondal.